# Made Siamé
Made Siamé, de son vrai nom Madeleine Marguerite Herth, née à Paris le 28 avril 1885, ville où elle est morte le 16 juin 1974, est une actrice française.

## Biographie
Made Siamé naît le 28 avril 1885 dans le 18e arrondissement de Paris. En 1925, elle a épousé l'acteur Jean Dumontier.
Elle meurt le 16 juin 1974 à l'hôpital Lariboisière dans le 10e arrondissement.
Elle repose au cimetière des Batignolles (13e Division).

## Filmographie
- 1932 : Son singe et moi de M. Levaique - moyen métrage
- 1933 : Le Fakir du Grand Hôtel de Pierre Billon
- 1934 : Flofloche de Gaston Roudès : Mme Tale
- 1934 : Jeunesse de Georges Lacombe : l'infirmière
- 1934 : La Maison dans la dune de Pierre Billon
- 1935 : Le Chant de l'amour de Gaston Roudès
- 1935 : Jérôme Perreau, héros des barricades d'Abel Gance : Mme de Villèle
- 1935 : Jeunesse d'abord de Jean Stelli et Claude Heymann : Mme Minot
- 1935 : Les Mystères de Paris de Félix Gandéra
- 1935 : Le Roman d'un jeune homme pauvre d'Abel Gance : la directrice
- 1935 : S.O.S...10 grammes réalisation anonyme - court métrage
- 1935 : Zizi de Charles-Félix Tavano - court métrage : la concierge
- 1936 : L'Argent de Pierre Billon : Mlle Menu
- 1936 : Le Secret de Polichinelle d'André Berthomieu
- 1936 : Le Vagabond bien-aimé de Curtis Bernhardt : Mme Boin
- 1937 : L'Alibi de Pierre Chenal : la secrétaire de Calas
- 1938 : Entrée des artistes de Marc Allégret : une mère
- 1938 : Les gens du voyage de Jacques Feyder
- 1938 : Je chante de Christian Stengel : la surveillante
- 1940 : Les Musiciens du ciel de Georges Lacombe : la dame charitable
- 1942 : Les Ailes blanches de Robert Péguy
- 1942 : Le Bienfaiteur de Henri Decoin : Mme Baraton, la patronne du bar
- 1942 : Monsieur La Souris de Georges Lacombe : la grosse dame
- 1942 : Signé illisible de Christian Chamborant : Mme Tourlet
- 1943 : La Boîte aux rêves d'Yves Allégret
- 1943 : L'Homme de Londres d'Henri Decoin : la patronne
- 1944 : Mademoiselle X de Pierre Billon
- 1945: Le Père Goriot de Robert Vernay d'après Honoré de Balzac : Mme Couture
- 1946 : L'Homme au chapeau rond de Pierre Billon : la gouvernante
- 1946 : Il suffit d'une fois d'Andrée Feix
- 1946 : Pas si bête d'André Berthomieu : la mère Ménard
- 1947 : Antoine et Antoinette de Jacques Becker : la patronne du tabac
- 1947 : Capitaine Blomet d'Andrée Feix : Mme de La Guérinière
- 1947 : Fort de la solitude / Ras el Gua de Robert Vernay : la patronne
- 1949 : Fantômas contre Fantômas de Robert Vernay
- 1949 : Au revoir monsieur Grock de Pierre Billon : une serveuse
- 1949 : Plus de vacances pour le bon dieu de Robert Vernay
- 1950 : Chéri de Pierre Billon : Rose
- 1950 : Véronique de Robert Vernay : Mme Hortense
- 1950 : Mon phoque et elles de Pierre Billon : la poissonnière
- 1950 : Min vän Oscar de Pierre Billon et Ake Ohberg - version suédoise du film précédent
- 1950 : Le bonhomme jadis de Charles-Félix Tavano - court métrage
- 1950 : Ce bon monsieur Durand de Charles-Félix Tavano - court métrage
- 1950 : Deux cœurs...sur la route de Jean Perdrix - court métrage
- 1950 : Meurtre dans la nuit de Jean Perdrix - court métrage
- 1950 : Monsieur Raymond cambrioleur de Jean Perdrix - court métrage
- 1951 : Clara de Montargis de Henri Decoin
- 1951 : La Belle Image de Claude Heymann : Mlle Lagorce
- 1951 : Barbe-Bleue de Christian-Jaque : la nourrice de Barbe-Bleue
- 1952 : Monsieur Taxi d'André Hunebelle : une dame dans la rue
- 1952 : Opération Magali de Laszlo V. Kish
- 1952 : Quitte ou double de Robert Vernay
- 1953 : Mon mari est merveilleux d'André Hunebelle : la vieille dame
- 1953 : L'Amour d'une femme de Jean Grémillon : Joséphine
- 1954 : Cadet Rousselle d'André Hunebelle : une dame
- 1954 : Le Comte de Monte-Cristo de Robert Vernay : la Marquise - film projeté en deux époques
- 1956 : Mannequins de Paris d'André Hunebelle
- 1957 : Les Collégiennes d'André Hunebelle : la surveillante des petites
- 1957 : Ce joli monde de Carlo Rim : une femme de la bande de Pepito
- 1958 : La Bonne Tisane d'Hervé Bromberger : Mme Julien, l'infirmière au chat
- 1958 : Tant d'amour perdu de Léo Joannon
- 1959 : Drôle de phénomènes de Robert Vernay
- 1963 : L'Honorable Stanislas, agent secret de Jean-Charles Dudrumet : la dame dans le lit lors de la bagarre

## Théâtre
- 1934 : Mon crime de Georges Berr et Louis Verneuil,   Théâtre des Variétés